# Саврасов Олексій Кіндратович
Савра́сов Олексі́й Кіндра́тович (12 (24) травня 1830, Москва — 26 вересня (8 жовтня) 1897, Москва) — російський художник пейзажист, викладач. Серед його учнів — Ісаак Левітан.

## Життєпис
Походить з родини купців. Батько був купцем третьої гільдії.

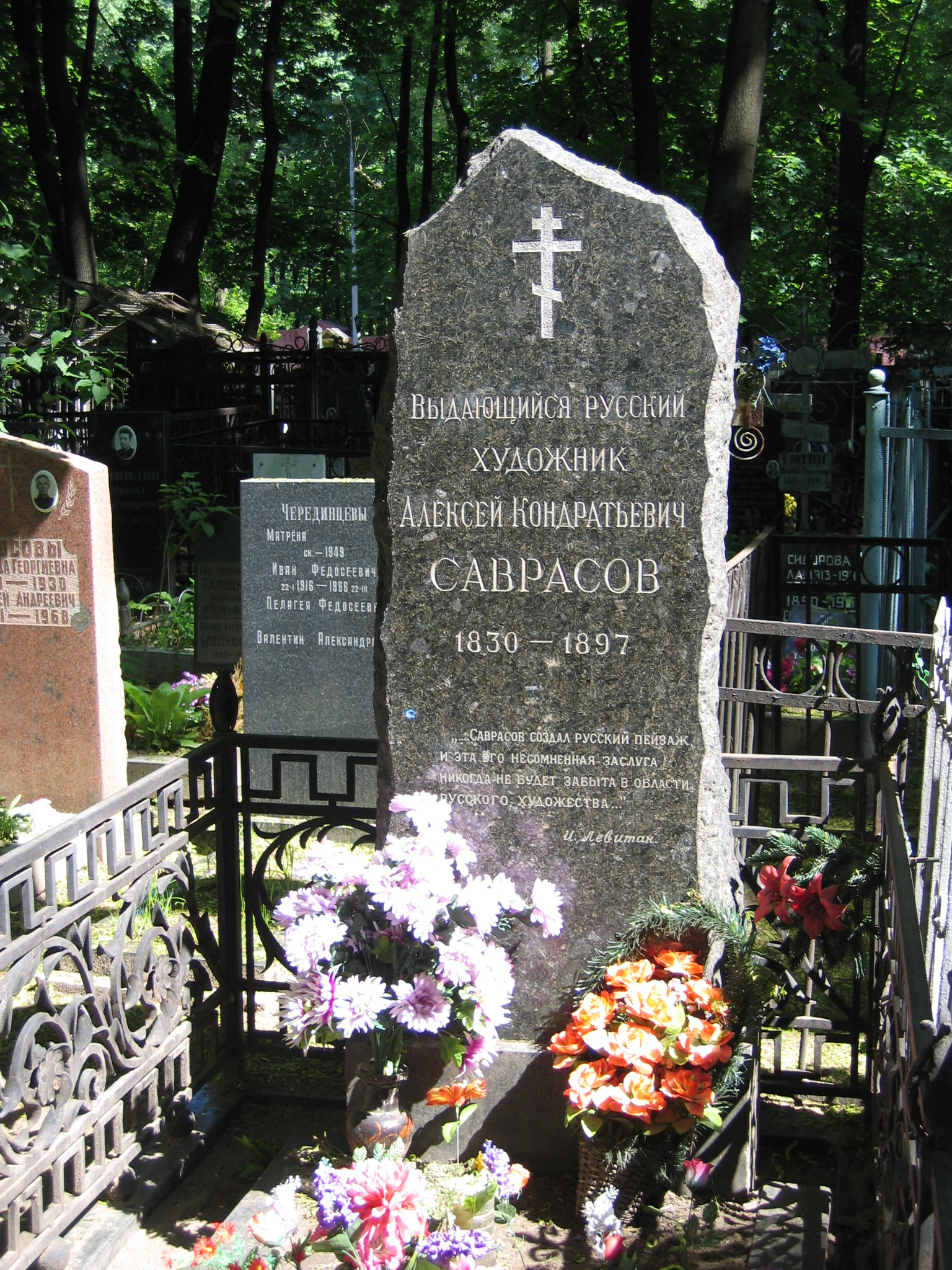
Сучасний надгробок над похованням Саврасова, Ваганьковський цвинтар

У хлопця виявилися художні здібності й у 1844 р. він став учнем у Московському училищі живопису, скульптури та зодчества. Його вчитель — маловідомий пейзажист К. Рабус.
Завдяки меценатові І. В. Лихачову, що надав необхідні кошти, Саврасов, як один з найкращих учнів, отримав право на подорож до України, зокрема до міста Одеси. Серед його перших творів — краєвиди Одеси.
По смерті К. Рабуса — Саврасова запросили на вакантну посаду викладача в тому ж училищі. Саврасов починав як послідовник академізму з деякими елементами романтизму. Але подорож до Західної Європи, відвідини Всесвітньої виставки в Лондоні, спостереження за творами німецьких майстрів, що вразили його творчою самостійністю, змінили творчу манеру Саврасова. Він перейшов до реалізму і став одним із перших майстрів російського реалістичного пейзажу.
Був одружений. Узяв шлюб із сестрою археолога Герца — Софією Карлівною. Серед знайомих Саврасова — Третьяков Павло Михайлович та художник Перов Василь Григорович. На деяких картинах Перова саме Саврасов створив пейзажі.
Саврасов — діяльний учасник пересувних виставок. Картина митця «Граки прилетіли» була серед картин першої виставки товариства. Вона стала надбанням Третьяковської галереї.
Останні роки життя художник пиячив, гостро переживаючи нерозуміння сучасників та малу конкурентоспроможність власних творів поряд із картинами Полєнова, Сєрова, Левітана, що був його учнем.
Додалися проблеми зі здоров'ям та матеріальна скрута. Художник помер у лікарні для бідних. Похований на Ваганьковському цвинтарі.

## Вибрані твори
- Камінь біля малого ручая, 1850

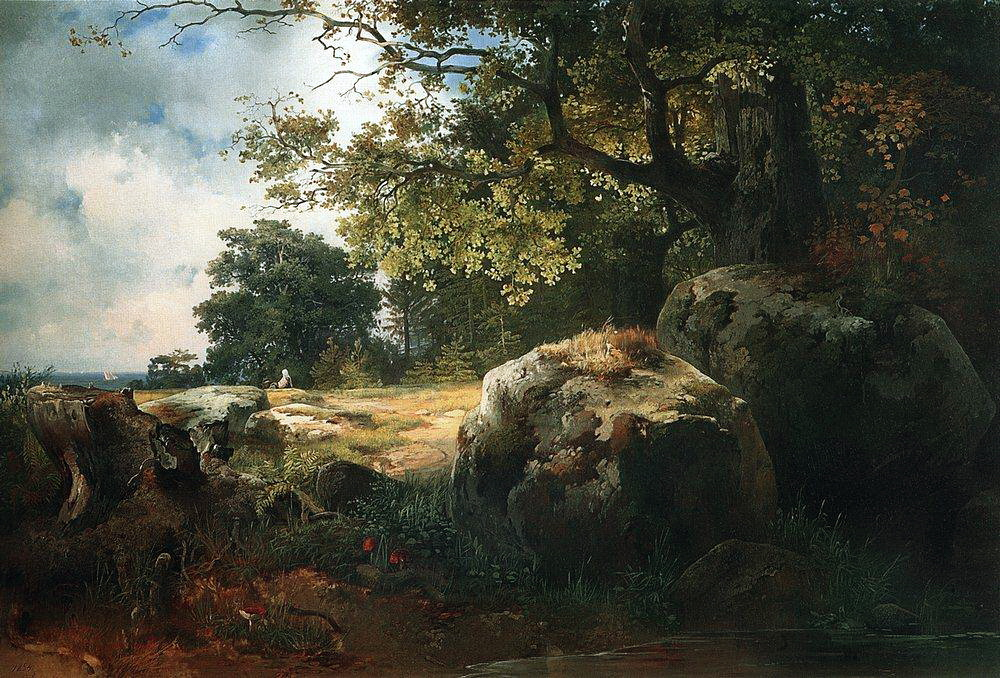
Краєвид у передмісті Оранієнбаума, 1854

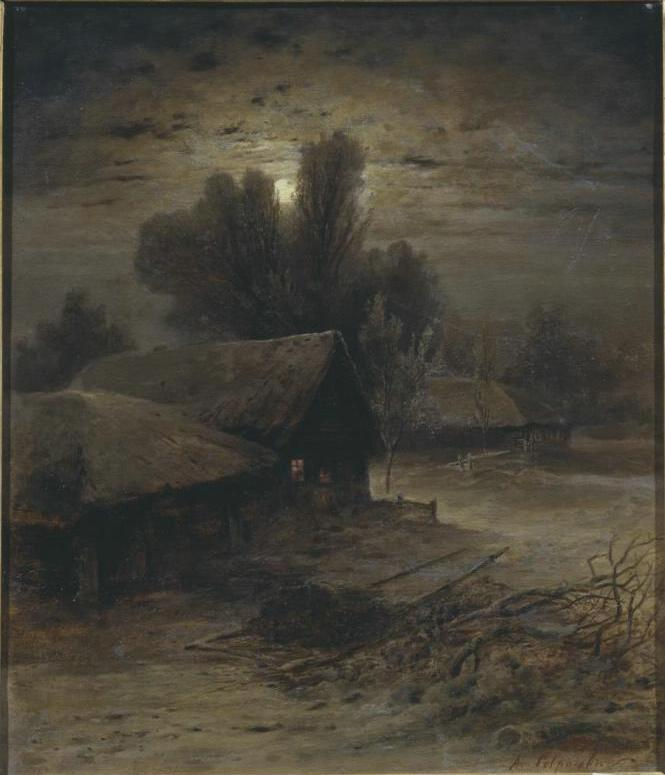
Ніч узимку, приватна збірка

- Морський берег біля Оранієнбаума, 1854
- Краєвид в околицях Оранієнбаума, 1854, Третьяковська галерея
- Пейзаж із рибалкою, 1859, Латвійський національний художній музей, Рига
- Краєвид у селі Кунцевому
- Краєвид Києва з Дніпра
- Ніч узимку, приватна збірка
- Сільський краєвид, 1867
- Лосиний острів, 1869, Третьяковська галерея
- Печерський монастир біля Нижнього Новгорода, 1871
- Волга біля Юр'ївця, 1871
- Граки прилетіли, 1871, Третьяковська галерея
- Вечір. Перелітні птахи, 1874, Одеський художній музей, м. Одеса
- Веселка, 1875, Російський музей
- Місячна ніч. Болото
- Зимовий пейзаж
- Північне село
- Весна. Городи, 1883, Пермська державна художня галерея
- Рання весна (картина Саврасова),1880-ті рр., Київська національна картинна галерея